# 2018. évi I. törvény
A 2018. évi I. törvény (teljes nevén: 2018. évi I. törvény az 1568. évi tordai vallásügyi törvény jelentőségéről és a Vallásszabadság Napjáról) az 1568. évi tordai országgyűlést és az ott elfogadott vallásügyi határozatot annak 450. évfordulója alkalmából emléktörvénybe foglalja. Január 13-át egyúttal a vallásszabadság napjává nyilvánítja.

## Előzményei
A tordai országgyűlés vallásszabadságról szóló határozatának 450. évfordulója alkalmából rendezett megemlékezésen az Erdélyi Unitárius Egyház képviselője nyújtotta át az erdélyi történelmi magyar egyházak kezdeményezését Kövér Lászlónak, a magyar Országgyűlés házelnökének és Kelemen Hunor romániai parlamenti képviselőnek, a Romániai Magyar Demokrata Szövetség elnökének. Kezdeményezésükben arra kérték a magyar országgyűlést és a román parlamentet, hogy január 13-át tegyék meg a vallásszabadság napjává.
Kövér László február 16-án nyújtotta be az erről szóló törvényjavaslatát. A javaslat általános indoklása szerint a tordai országgyűlés határozata a világon elsőként ismeri el a lelkiismereti és vallásszabadsághoz való jogot, ezen jogok pedig a keresztény Európa alapértékének tekinthetők, tehát a tordai határozat nemzeti értéknek minősül.
A törvényjavaslatot az Országgyűlés február 20-án 142 „Igen” és 0 „Nem” szavazattal egyhangúlag elfogadta.

## Tartalma
A törvény ünnepélyes preambuluma a magyar Országgyűlés vallásos meggyőződéséről tesz tanúbizonyságot. A közép-európai országok akkori elmaradottságáról, zsákutcás fejlődéséről szóló elméletekkel szembemenve emlékeztet arra, hogy a vallásszabadsághoz való jogot a világon először az erdélyi országgyűlés ismerte el 1568-as határozatával, amely jog a későbbiekben tovább fejlődve és kiteljesedve egész Európa egyik alappillérévé vált.
A törvény első paragrafusa a tordai vallásügyi határozat emlékét örökíti meg. A második paragrafus január 13-át megteszi a vallásszabadság napjává, ez az emléktörvény tehát rendelkezést is tartalmaz. A harmadik paragrafus alapján a törvény a kihirdetését követő napon – tehát 2018. március 2-án – lép hatályba.